# Stephanopel
Stephanopel ist ein Ortsteil der Stadt Hemer (Nordrhein-Westfalen) und liegt in der Iserlohner Höhe westlich von deren höchster Erhebung Balver Wald.
Am 10. Juni 1770 schloss der Kaufmann Johann Stephan Dietrich Theodor Lürmann (1737–1788) aus Iserlohn für das Handelshaus Gebr. Lürmann einen Erbpachtvertrag mit dem preußischen Staat, um auf dem Gelände eine Textilbleiche zu betreiben.
Am 2. Juli 1771 reichte Lürmann das Gesuch an das General-Ober-Finanz-Kriegs- und Domainen-Direktorium in Berlin, die Kolonie „Stephanopel“ nennen zu dürfen, was eine Woche später genehmigt wurde. Als Motiv für den Namen führte er an, sein Sohn Stephan Lürmann (1764–1816), späterer Begründer des Bremer Handelshauses, habe den Grundstein für das Hauptgebäude der Bleiche gelegt. Aufgrund ihres Handels mit dem Balkan wussten die Kaufleute, dass dort einige Städte mit männlichen Vornamen die Nachsilbe pol trugen (von griechisch polis). Aus „Stephanopolis“ wurde so „Stephanopel“.
An der Firma beteiligt waren unter anderem auch die Brüder Carl und Friedrich von Romberg.
Stephanopel geriet als protestantischer Ort häufig in Grenzstreitigkeiten mit Balve, auch in kirchlicher Hinsicht: Der katholische Pfarrer von Balve soll in Stephanopel evangelische Kinder getauft haben.